# Handianus subpellucidus
Handianus subpellucidus är en insektsart som beskrevs av Vilbaste 1980. Handianus subpellucidus ingår i släktet Handianus och familjen dvärgstritar. Inga underarter finns listade i Catalogue of Life.